# Kovács Sebestény József
Kovács Sebestény József, névváltozat: Kovács Sebestyén József (Garamvezekény, 1804. április 24. – Ipolypásztó, 1884. április 21.) református lelkész esperes, Kovács Sebestény Endre testvérbátyja.

## Életútja
Szülei hatéves korában Losoncra vitték a nagyatyai házhoz, ahol három évig járta az elemi iskolákat; tanult Selmeczen 1814-ben, Budán 1815-ben, ahol Verseghy Ferencnél volt szálláson. 1818-ban Révkomáromba vitték szülei, ahol Komár Józsefnél, a híres prédikátornál elég alkalma volt magát kiképezni. 1819-ben Debrecenbe ment teológusnak (vagy mint akkor nevezték togátusnak); itt végezte iskolai pályáját; ekkor a IV. gimnáziumi osztály praeceptora, majd a püspökladányi egyház akadémikus rektora lett. A lelkész-vizsgáknak Pápán történt letevése után. 1831. október 16-án az ipolypásztói református egyház rendes lelkészének választotta és állomását azonnal elfoglalta. 1848-49-ben hazájáért és a szabadságért heves szónoklatokban küzdött. 1849 elején kapitány volt, ezt követően pedig Hont vármegye kormánybiztosaként működött. A világosi fegyverletétel után kötél általi halálra ítélték, a pozsonyi börtönbe vitték, ahonnét öccse, Kovács Sebestény Endre közbenjárása mentette ki. Ipolypásztón hunyt el 53 évi lelkészi működés után.

## Műve
- Egyházi eljárás, melyet t. Blaskovics Pál ur, cs. kir. kapitány áttérési és nejével Sárközy Johanna ő nagyságávali egybekelési ünnepélyen teljesített t. ns. Hontmegyében Házas-Nénnyén tavaszelő 9. napján 1845. Pápa, 1845.